# Поповка (Житомир)
Поповка (Попівка) — історична місцевість Житомира.         

## Розташування
Місцевість розкинулася на берегах нині осушеної річки Поповки. Місцевість у Корольовському районі, у центральній частині міста та на південний схід від центру. Охоплює місцевість в периметрі вулиць Святослава Ріхтера, Івана Франка, Коцюбинського, Червоного Хреста, Фещенка-Чопівського, Шевченка, Робітничої, Бальзаківської, Юрія Вороного, Великої Бердичівської та Шевченка. Охоплює історичні місцевості: Російську Слобідку, Монастирський Сад, Пересечизну.        

## Історія
Назва «Поповка» вживалася у документах кінця XVIII — упродовж ХІХ століття. Назва ймовірно пояснюється розташуванням у нижній частині річки поселення старообрядців-поповців, залишки якого, а також старообрядницьке кладовище збереглися вздовж нижньої частини вулиці Довженка та вздовж вулиці Російська Слобідка.
Річка Поповка брала початок в районі сучасного перехрестя вулиць Святослава Ріхтера, Івана Франка. Прямувала на південний схід. Протікала поблизу нинішнього педуніверситету, далі яром колишнього Монастирського саду і впадала в Тетерів в районі Російської Слобідки.
У ХІХ столітті поруч з руслом річки Поповки проходила міська межа. На Бердичівській дорозі (нині Велика Бердичівська вулиця) в районі сучасного перехрестя з вулицею Шевченка розташовувався шлагбаум з комплексом будівель і споруд на в'їзді до Житомира.
У другій половині ХІХ століття верхня ділянка Поповки (між сучасними вулицями Святослава Ріхтера, Великою Бердичівською та Шевченка) осушена й засипана. У місцевості, де річка брала початок згідно з генеральними планами прокладено низку нових вулиць, що утворили квартали прямокутної форми. Залишки долини верхньої ділянки річки прослідковуються у заниженому рельєфі кварталу в межах сучасних вулиць Великої Бердичівської, Шевченка, Пушкінської та Коцюбинського. У 1897 році на осушеній місцевості у верхній частині долини колишньої річки Поповки споруджено Лютеранську кірху.
Далі на південний схід, в межах нинішніх вулиць Великої Бердичівської, Шевченка, Фещенка-Чопівського, Довженка, у першій половині ХІХ століття на берегах річки Поповки закладено парк відпочинку, що з кінця ХІХ - початку ХХ століття відомий як Монастирський сад, оскільки відійшов до новозбудованого Богоявленського монастиря.
У 1930-х рр. в нижній частині долини річки Поповки НКВС здійснювалися розстріли репресованих мешканців.
У 1960 — 1980-х рр. Монастирський сад знищено внаслідок забудови місцевості багатоповерхівками. Місцевість була висушена, русло засипане, річка взята в трубопроводи. У нижній частині колишньої річки влаштований гаражний кооператив «Тетерів».